# Selfmade Records/Diskografie
Die Diskografie des deutschen Hip-Hop-Labels Selfmade Records umfasst 27 Alben und vier Labelsampler sowie diverse Download-Singles und Veröffentlichungen über den Online-Shop der Plattenfirma.

## Alben

### Studioalben
| Jahr | Titel Interpretation                                 | Höchstplatzierung, Gesamtwochen, AuszeichnungChartplatzierungen (Jahr, Titel, Interpretation, Platzierungen, Wochen, Auszeichnungen, Anmerkungen, Cover) | Höchstplatzierung, Gesamtwochen, AuszeichnungChartplatzierungen (Jahr, Titel, Interpretation, Platzierungen, Wochen, Auszeichnungen, Anmerkungen, Cover) | Höchstplatzierung, Gesamtwochen, AuszeichnungChartplatzierungen (Jahr, Titel, Interpretation, Platzierungen, Wochen, Auszeichnungen, Anmerkungen, Cover) | Anmerkungen                              | Cover |
| Jahr | Titel Interpretation                                 | DE | AT | CH | Anmerkungen                              | Cover |
| ---- | ---------------------------------------------------- | --- | --- | --- | ---------------------------------------- | ----- |
| 2005 | Rappen kann tödlich sein Favorite und Jason          | — | — | — | Erstveröffentlichung: 7. Oktober 2005    |       |
| 2006 | Hinterm Horizont Shiml                               | — | — | — | Erstveröffentlichung: 24. Februar 2006   |       |
| 2007 | Harlekin Favorite                                    | — | — | — | Erstveröffentlichung: 26. Januar 2007    |       |
| 2007 | Alphagene Kollegah                                   | DE51 (1 Wo.)DE | — | — | Erstveröffentlichung: 16. November 2007  |       |
| 2008 | Anarcho Favorite                                     | DE24 (1 Wo.)DE | — | — | Erstveröffentlichung: 2. Mai 2008        |       |
| 2008 | Kollegah                                             | DE17 (2 Wo.)DE | AT48 (1 Wo.)AT | — | Erstveröffentlichung: 29. August 2008    |       |
| 2009 | Im Alleingang Shiml                                  | DE86 (1 Wo.)DE | — | — | Erstveröffentlichung: 30. Januar 2009    |       |
| 2009 | Jung, brutal, gutaussehend Kollegah und Farid Bang   | DE30 (1 Wo.)DE | — | — | Erstveröffentlichung: 19. Juni 2009      |       |
| 2011 | Christoph Alex Favorite                              | DE4 (2 Wo.)DE | AT34 (1 Wo.)AT | CH72 (1 Wo.)CH | Erstveröffentlichung: 6. Mai 2011        |       |
| 2011 | Bossaura Kollegah                                    | DE5 (4 Wo.)DE | AT19 (2 Wo.)AT | CH14 (1 Wo.)CH | Erstveröffentlichung: 14. Oktober 2011   |       |
| 2012 | HRNSHN 257ers                                        | DE6 (3 Wo.)DE | AT24 (1 Wo.)AT | CH60 (1 Wo.)CH | Erstveröffentlichung: 7. September 2012  |       |
| 2013 | Jung, brutal, gutaussehend 2 Kollegah und Farid Bang | DE1 Gold · (13 Wo.)DE | AT1 Gold · (8 Wo.)AT | CH1 (6 Wo.)CH | Erstveröffentlichung: 8. Februar 2013    |       |
| 2013 | D.N.A. Genetikk                                      | DE1 Gold · (11 Wo.)DE | AT4 (7 Wo.)AT | CH5 (5 Wo.)CH | Erstveröffentlichung: 21. Juni 2013      |       |
| 2014 | King Kollegah                                        | DE1 ×3Dreifachgold · (23 Wo.)DE | AT1 Platin · (15 Wo.)AT | CH1 Gold · (11 Wo.)CH | Erstveröffentlichung: 9. Mai 2014        |       |
| 2014 | Boomshakkalakka 257ers                               | DE1 (6 Wo.)DE | AT11 (1 Wo.)AT | CH35 (1 Wo.)CH | Erstveröffentlichung: 26. September 2014 |       |
| 2015 | Neues von Gott Favorite                              | DE1 (3 Wo.)DE | AT4 (2 Wo.)AT | CH12 Gold · (1 Wo.)CH | Erstveröffentlichung: 23. Januar 2015    |       |
| 2015 | Achter Tag Genetikk                                  | DE1 Gold · (9 Wo.)DE | AT1 (6 Wo.)AT | CH1 (6 Wo.)CH | Erstveröffentlichung: 8. Mai 2015        |       |
| 2015 | Zuhältertape Vol. 4 Kollegah                         | DE1 Platin · (22 Wo.)DE | AT2 Gold · (11 Wo.)AT | CH2 (9 Wo.)CH | Erstveröffentlichung: 11. Dezember 2015  |       |
| 2016 | Turbo Karate Andi                                    | DE2 (6 Wo.)DE | AT11 (1 Wo.)AT | CH19 (2 Wo.)CH | Erstveröffentlichung: 13. Mai 2016       |       |
| 2016 | Mikrokosmos 257ers                                   | DE1 Gold · (25 Wo.)DE | AT8 (2 Wo.)AT | CH31 (1 Wo.)CH | Erstveröffentlichung: 1. Juli 2016       |       |
| 2016 | Fukk Genetikk Genetikk                               | DE6 (6 Wo.)DE | AT9 (2 Wo.)AT | CH5 (2 Wo.)CH | Erstveröffentlichung: 2. Dezember 2016   |       |
| 2017 | Alternative für Deutschland Favorite                 | DE15 (1 Wo.)DE | — | — | Erstveröffentlichung: 1. Dezember 2017   |       |
| 2019 | Alpaka 257ers                                        | DE16 (2 Wo.)DE | AT61 (1 Wo.)AT | — | Erstveröffentlichung: 3. Mai 2019        |       |
| 2019 | Abrakadabra 257ers                                   | DE19 (1 Wo.)DE | — | — | Erstveröffentlichung: 1. November 2019   |       |
| 2019 | ASAP KOTTI Karate Andi                               | DE22 (1 Wo.)DE | AT68 (1 Wo.)AT | — | Erstveröffentlichung: 29. November 2019  |       |
| 2020 | Hömma! 257ers                                        | DE20 (1 Wo.)DE | — | — | Erstveröffentlichung: 4. Dezember 2020   |       |
| 2022 | Das Ende vom Anfang 257ers                           | — | — | — | Erstveröffentlichung: 8. April 2022      |       |
| 2022 | Handelsgold Tape Karate Andi                         | DE14 (1 Wo.)DE | — | — | Erstveröffentlichung: 6. Mai 2022        |       |

### Beteiligungen
| Jahr | Titel Interpretation    | Höchstplatzierung, Gesamtwochen, AuszeichnungChartplatzierungen (Jahr, Titel, Interpretation, Platzierungen, Wochen, Auszeichnungen, Anmerkungen, Cover) | Höchstplatzierung, Gesamtwochen, AuszeichnungChartplatzierungen (Jahr, Titel, Interpretation, Platzierungen, Wochen, Auszeichnungen, Anmerkungen, Cover) | Höchstplatzierung, Gesamtwochen, AuszeichnungChartplatzierungen (Jahr, Titel, Interpretation, Platzierungen, Wochen, Auszeichnungen, Anmerkungen, Cover) | Anmerkungen                              | Cover |
| Jahr | Titel Interpretation    | DE | AT | CH | Anmerkungen                              | Cover |
| ---- | ----------------------- | --- | --- | --- | ---------------------------------------- | ----- |
| 2011 | XOXO Casper             | DE1 ×3Dreifachgold · (58 Wo.)DE | AT14 (13 Wo.)AT | CH30 (5 Wo.)CH | Erstveröffentlichung: 8. Juli 2011       |       |
| 2012 | Der Druck steigt Casper | DE2 (6 Wo.)DE | — | CH87 (1 Wo.)CH | Erstveröffentlichung: 27. Juli 2012      |       |
| 2013 | Hinterland Casper       | DE1 ×3Dreifachgold · (38 Wo.)DE | AT1 Gold · (16 Wo.)AT | CH3 (6 Wo.)CH | Erstveröffentlichung: 27. September 2013 |       |

### Sampler
| Jahr | Titel Interpretation                                               | Höchstplatzierung, Gesamtwochen, AuszeichnungChartplatzierungen (Jahr, Titel, Interpretation, Platzierungen, Wochen, Auszeichnungen, Anmerkungen, Cover) | Höchstplatzierung, Gesamtwochen, AuszeichnungChartplatzierungen (Jahr, Titel, Interpretation, Platzierungen, Wochen, Auszeichnungen, Anmerkungen, Cover) | Höchstplatzierung, Gesamtwochen, AuszeichnungChartplatzierungen (Jahr, Titel, Interpretation, Platzierungen, Wochen, Auszeichnungen, Anmerkungen, Cover) | Anmerkungen                                                 | Cover |
| Jahr | Titel Interpretation                                               | DE | AT | CH | Anmerkungen                                                 | Cover |
| ---- | ------------------------------------------------------------------ | --- | --- | --- | ----------------------------------------------------------- | ----- |
| 2005 | Schwarzes Gold Diverse                                             | — | — | — | Erstveröffentlichung: 4. April 2005                         |       |
| 2007 | Chronik 1 Kollegah, Favorite, Shiml und Slick One                  | — | — | — | Erstveröffentlichung: 6. Juli 2007                          |       |
| 2009 | Chronik 2 Kollegah, Casper, Shiml und Favorite                     | DE15 (2 Wo.)DE | AT72 (1 Wo.)AT | — | Erstveröffentlichung: 17. April 2009 · Impala-Award: Silber |       |
| 2015 | Chronik 3 Kollegah, Genetikk, Karate Andi, Casper, Favorite 257ers | DE1 (4 Wo.)DE | — | — | Erstveröffentlichung: 9. Oktober 2015                       |       |

## Singles und EPs
| Jahr | Titel Interpretation Album                                                | Höchstplatzierung, Gesamtwochen, AuszeichnungChartplatzierungen (Jahr, Titel, Interpretation / Album, Platzierungen, Wochen, Auszeichnungen, Anmerkungen, Cover) | Höchstplatzierung, Gesamtwochen, AuszeichnungChartplatzierungen (Jahr, Titel, Interpretation / Album, Platzierungen, Wochen, Auszeichnungen, Anmerkungen, Cover) | Höchstplatzierung, Gesamtwochen, AuszeichnungChartplatzierungen (Jahr, Titel, Interpretation / Album, Platzierungen, Wochen, Auszeichnungen, Anmerkungen, Cover) | Anmerkungen                                       | Cover |
| Jahr | Titel Interpretation Album                                                | DE | AT | CH | Anmerkungen                                       | Cover |
| ---- | ------------------------------------------------------------------------- | --- | --- | --- | ------------------------------------------------- | ----- |
| 2009 | Mittelfinger hoch Kollegah, Casper und Favorite Chronik II                | — | — | — | Erstveröffentlichung: 17. April 2009              |       |
| 2011 | Mondfinsternis Kollegah –                                                 | — | — | — | Erstveröffentlichung: 30. September 2011 EP       |       |
| 2012 | Auseinanda 257ers HRNSHN                                                  | — | — | — | Erstveröffentlichung: 20. Juli 2012               |       |
| 2012 | Dynamit Kollegah und Farid Bang Jung, brutal, gutaussehend 2              | DE28 (2 Wo.)DE | AT39 (1 Wo.)AT | CH41 (1 Wo.)CH | Erstveröffentlichung: 30. November 2012           |       |
| 2012 | Drive-by Kollegah und Farid Bang Jung, brutal, gutaussehend 2             | DE41 (3 Wo.)DE | — | — | Erstveröffentlichung: 21. Dezember 2012           |       |
| 2013 | Du kennst den Westen Kollegah und Farid Bang Jung, brutal, gutaussehend 2 | DE41 (1 Wo.)DE | AT71 (1 Wo.)AT | — | Erstveröffentlichung: 11. Januar 2013             |       |
| 2013 | Stiernackenkommando Kollegah und Farid Bang Jung, brutal, gutaussehend 2  | DE58 (2 Wo.)DE | — | — | Erstveröffentlichung: 20. Januar 2013             |       |
| 2013 | D.N.A. Genetikk D.N.A.                                                    | — | — | — | Erstveröffentlichung: 26. April 2013              |       |
| 2013 | Champions Genetikk D.N.A.                                                 | — | — | — | Erstveröffentlichung: 17. Mai 2013                |       |
| 2015 | Wünsch dir was Genetikk Achter Tag                                        | DE37 Gold · (13 Wo.)DE | AT53 (1 Wo.)AT | — | Erstveröffentlichung: 10. April 2015              |       |
| 2015 | Schrottmusik EP 257ers –                                                  | — | — | — | Erstveröffentlichung: 22. April 2015 EP           |       |
| 2015 | Keine neuen Freunde Kollegah Chronik 3                                    | DE65 (5 Wo.)DE | — | — | Erstveröffentlichung: 18. September 2015          |       |
| 2015 | Genozid Kollegah Zuhältertape Vol. 4                                      | DE73 (3 Wo.)DE | AT61 (1 Wo.)AT | — | Erstveröffentlichung: 23. Oktober 2015            |       |
| 2015 | Lost Tapes Kollegah und Rizbo –                                           | — | — | — | Erstveröffentlichung: 11. Dezember 2015 EP        |       |
| 2015 | Bosshafte Weihnachten 2015 Kollegah und Freetracks Compilation            | — | — | — | Erstveröffentlichung: 24. Dezember 2015 Freetrack |       |
| 2016 | Gott sieht alles Karate Andi –                                            | — | — | — | Erstveröffentlichung: 2. April 2016               |       |
| 2016 | Gebrochener Knieboogie Karate Andi –                                      | — | — | — | Erstveröffentlichung: 13. April 2016              |       |
| 2016 | Mofa Karate Andi –                                                        | — | — | — | Erstveröffentlichung: 22. April 2016              |       |

## Weitere Veröffentlichungen
| Jahr | Titel Interpretation                            | Höchstplatzierung, Gesamtwochen, AuszeichnungChartsChartplatzierungen (Jahr, Titel, Interpretation, Platzierungen, Wochen, Auszeichnungen, Anmerkungen, Cover) | Anmerkungen                                                                                               | Cover |
| Jahr | Titel Interpretation                            | DE | Anmerkungen                                                                                               | Cover |
| ---- | ----------------------------------------------- | --- | --- | ----- |
| 2005 | Zuhältertape (X-Mas Edition) Kollegah           | — | Erstveröffentlichung: 22. Dezember 2005 Mixtape                                                           |       |
| 2006 | Boss der Bosse Kollegah                         | — | Erstveröffentlichung: 9. Juni 2006 Streetalbum                                                            |       |
| 2008 | Schläge für Hip Hop Favorite und Hollywood Hank | — | Erstveröffentlichung: 6. Dezember 2008 Mixtape                                                            |       |
| 2009 | Zuhältertape Volume 3 Kollegah                  | — | Erstveröffentlichung: 19. Dezember 2009 Mixtape                                                           |       |
| 2010 | Hoodtape Volume 1 Kollegah                      | — | Erstveröffentlichung: 14. August 2010 Tape                                                                |       |
| 2010 | Generation Null MontanaMax und Shiml            | — | Erstveröffentlichung: 26. November 2010 Album                                                             |       |
| 2010 | Hoodtape Volume 1 X-Mas Edition Kollegah        | — | Erstveröffentlichung: 18. Dezember 2010 Tape und Videoalbum                                               |       |
| 2011 | Soziopath Hollywood Hank                        | — | Erstveröffentlichung: 6. Dezember 2011 Erwerbung der Rechte und Wiederveröffentlichung                    |       |
| 2012 | Voodoozirkus Genetikk                           | — | Erstveröffentlichung: 24. Februar 2012, seit dem 26. Oktober 2012 auch im normalen Handel verfügbar Album |       |